# Guadalupe Vázquez Luna
Guadalupe Vázquez Luna (Chiapas, 28 de agosto, ca. 1987), conocida como Lupita, es una activista, artesana y concejala mexicana. Es representante del pueblo Tzotzil en el Congreso Nacional Indígena (CNI) y fue la primera mujer de su pueblo en recibir el bastón de mando de la organización Las Abejas. Es una de las sobrevivientes de la matanza de Acteal.
Lupita es una activista por los derechos humanos, que aboga por la unión de fuerzas contra el gobierno, pues no han cumplido con su deber en proteger a las comunidades indígenas. Asimismo, ha denunciado la discriminación y la violencia política en contra de su pueblo y la mujer indígena.

## Biografía
Guadalupe Vázquez Luna es hija de Alonso Vázquez Gómez y María Luna Méndez, quienes fallecieron en la masacre de Acteal, junto a 5 de sus 10 hermanos. Su padre era catequista y organizaba las jornadas de ayuno y oración en la comunidad.
Durante su niñez, a diferencia de sus hermanas mayores, continuó estudiando, ya que convenció a su padre de que tenía buenas calificaciones. Tras la masacre de Acteal, la posibilidad de continuar sus estudios se interrumpió. Tres años más tarde, Las Abejas crearon una escuela en la que estudiaron sus hermanas menores. Pudo terminar la primaria poco tiempo después y también la secundaria, a pesar del machismo de su comunidad.
Con una beca pudo continuar la preparatoria en San Cristóbal de las Casas y rentar un cuarto. Tenía que caminar más de una hora para trasladarse, pues no tenía suficiente dinero para el viaje cotidiano.
Es profesora y madre de dos hijos. También, como muchas mujeres de la región, es bordadora y parte de la cooperativa de mujeres de Acteal, creando artesanías que se venden en una tienda comunitaria y en San Cristóbal de las Casas. El grupo de artesanas de “Las Abejas” se fundó en 1998, después de la masacre de Acteal y está integrado por mujeres de 7 comunidades diferentes de Chenalhó. En 2016 participó en el documental Colectivo de mujeres artesanas de Las Abejas.
A la edad de 19 años comenzó la relación con un muchacho con el que se juntó, contraviniendo la tradición de la comunidad de que primero tenía que pedirla a algún varón de la familia. Ella rechazó continuar la tradición de las mujeres sumisas, obedientes y que hacen las labores del hogar: “Si yo trabajo el campo, ¿por qué el hombre no puede trabajar en la casa?”, señala. Con su pareja tuvo dos hijos, y más adelante se separó de él, quedándose sólo con los niños.

## La masacre de Acteal

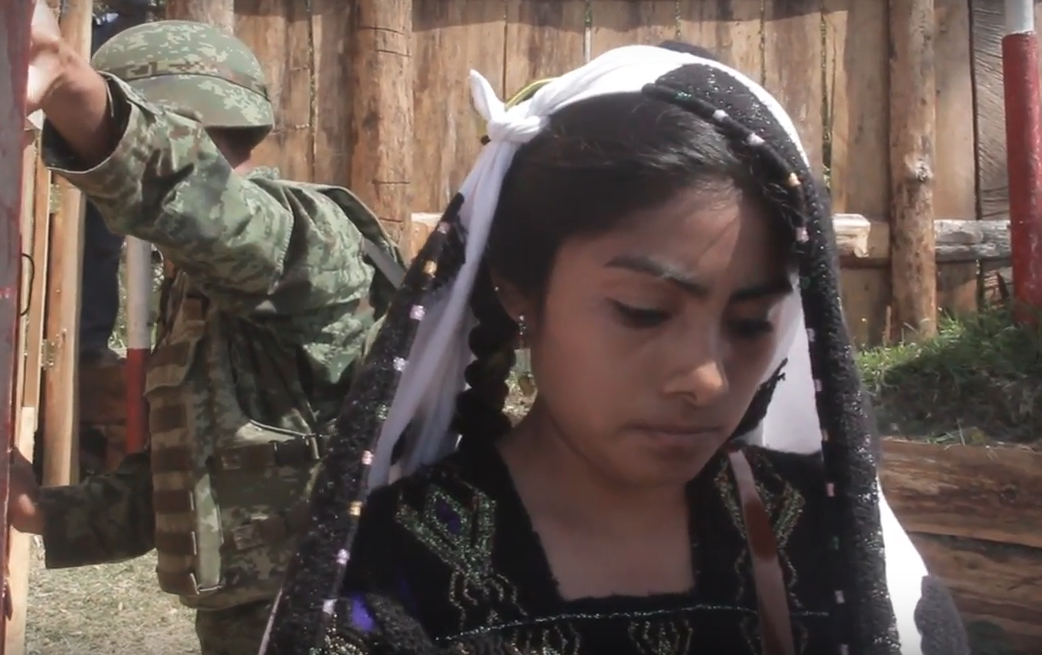
Guadalupe Vázquez, junto a otras mujeres de Las Abejas, en el campamento militar en la comunidad de Majomut

El 22 de diciembre de 1997, un grupo de paramilitares irrumpieron en Acteal, Chiapas, disparando a la gente que se encontraba rezando en una ermita, dejando 45 víctimas. Guadalupe Vázquez, quien contaba con 10 años de edad, fue una de las sobrevivientes, pues su padre le ordenó que saliera del lugar y corriera rumbo a los cafetales montaña abajo. En la masacre, murieron nueve familiares: sus padres, cinco hermanos, su abuela y un tío. Según narra:

Antes del 22 ya había muchos conflictos y sabíamos que los paramilitares se estaban entrenando, pasaban armados, con camiones llenos y las armas para fuera, por la orilla de la carretera. Todos nos espantábamos y nos daba miedo. Quemaban casas arriba del cerro o en la comunidad que está a espaldas, amenazaban con venir a matarnos. Hasta que lo hicieron
Guadalupe Luna Vázquez

Sobre el significado de la masacre para el pueblo tzotzil, señala:

No podemos perdonar porque es algo muy fuerte, muy terrible, no hay manera de expresarlo; no podemos perdonar porque para muchos de nosotros significaría olvidar y no queremos olvidar; si perdono, olvido y no podemos
Guadalupe Luna Vázquez

### Participación en el Premio Ariel
Guadalupe Vázquez Luna fue invitada a participar en la ceremonia 63 de los Premios Ariel de la Academia Mexicana de Artes y Ciencias Cinematográficas de 2021, siendo quien le otorgó el Ariel de Oro a Ofelia Medina.

## Activismo

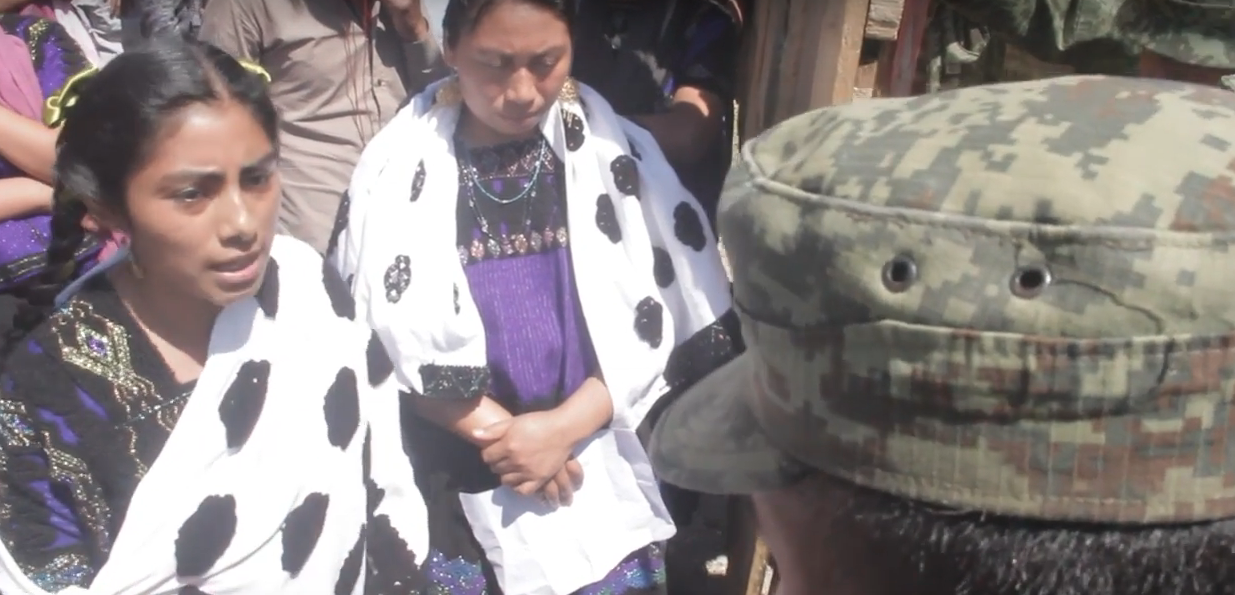
Guadalupe Vázquez Luna frente a militares en la comunidad de Majomut.

Como concejala del CIG de Chiapas, y representante de la región Altos-Centro de Chiapas, participó en la organización para intentar el registro en la boleta electoral por la elección de 2018, con la representación de María de Jesús Patricio. El objetivo de su activismo es el de obtener la justicia para su pueblo, organizarse contra los denominados “proyectos de muerte” y hacer visibles las problemáticas de la región.
El 8 de marzo de 2018, durante el Día Internacional de la Mujer, un grupo de mujeres de la organización Las Abejas, llegaron al cuartel militar de Majomut, Chenalho, para protestar por la presencia militar en sus comunidades. Guadalupe Vázquez encaró a los militares, diciendo: “Les pedimos que por favor haya respeto, que tomen en cuenta que somos hermanos. (…) Todos somos de este país y todos queremos el bien de este país, pero el problema no está aquí, el problema está allá arriba. Hay que luchar contra el sistema del Gobierno, no hay que luchar contra el mismo pueblo”.
En febrero de 2019, como representante del Concejo Indígena de Gobierno, López Vázquez manifestó su inconformidad por el asesinato de Samir Flores, un activista de Morelos en contra del proyecto de la Termoeléctrica en Huexca, señalando que: “no puede ni debe quedar impune y tenemos que unirnos más que nunca para defender la tierra, porque con ello defendemos la vida”.

### Lupita. Que retiemble la tierra
En 2019, Mónica Wise y Eduardo Gutiérrez Wise realizaron el corto documental Lupita. Que retiemble la tierra, en el cual la propia Guadalupe Vázquez Luna, relata su historia y de Las Abejas de Acteal. El documental fue premiado en el Virtual Film Festival 2020 en Estados Unidos, y ha sido presentado en distintos foros. Fue seleccionado para el ciclo Tour Ambulante de 2020.
El documental relata algunas facetas de su vida, como madre, en su espacio doméstico, como una aguerrida activista que se enfrenta a los militares, así como oradora y líder.